# Višji štabni zdravnik
Višji štabni zdravnik (nemško Oberstabsarzt; okrajšava: OStArzt; kratica: OSA) je specialistični častniški čin vseh treh vejah Bundeswehra za sanitetne častnike zdravniške oz. zobozdravniške izobrazbe. Sanitetni častniki farmacije nosijo čin višjega štabnega lekarnarja in veterinarji nosijo čin višjega štabnega veterinarja; čin je enakovreden činu majorja (Heer in Luftwaffe) oz. činu kapitana korvete (Marine).
Nadrejen je činu štabnega zdravnika in podrejen činu Oberfeldarzta (Heer/Luftwaffe) oz. Flottillenarzta (Bundesmarine). V sklopu Natovega STANAG 2116 spada v razred OF-3, medtem ko v zveznem plačilnem sistemu sodi v razred A14.

## Oznaka čina
Oznaka čina je enaka oznaki čina majorja oz. kapitana korvete, pri čemer imajo na vrh oznake dodane še oznake specializacije:
- zdravniki: Eskulapova palica (dvakrat ovita kača okoli palice);
- zobozdravnik: Eskulapova palica (enkrat ovita časa okoli palice).

Oznaka čina sanitetnega častnika Luftwaffe ima na dnu oznake še stiliziran par kril.
Galerija
- Naramenska epoletna oznaka zdravnika (Bundesluftwaffe)
- Narokavna oznaka čina zdravnika (Bundesmarine)
- Narokavna oznaka čina zobozdravnika (Bundesmarine)